# 佐久間実
佐久間 実（さくま みのる、1940年〈昭和15年〉9月17日 - ）は日本の政治家・元埼玉県議会議員（9期）。元自民党県議団長。会社社長。

## 経歴
埼玉県立春日部高等学校卒業。会社役員、春日部市議会議員、同議長、自民党埼玉県連青年部長を経て、1979年4月実施の埼玉県議会議員選挙に東7区（春日部市、のち東8区）から立候補し、初当選。以後、9回連続当選。
埼玉県議会第90代議長に就任（1989年3月から1990年6月）。
1992年に埼玉県知事に就任した土屋義彦と対立。議長退任後の1993年5月、過去の埼玉県議会議長選挙をめぐる汚職事件が発覚し、佐久間は収賄容疑で逮捕された。佐久間は自民党県議団を離団し、議員辞職した。
佐久間は1995年4月の埼玉県議会議員選挙に控訴中ながら無所属で立候補し、当選。その後受託収賄罪で懲役1年2月・追徴金300万円の実刑が確定し、佐久間は県議を辞職し、服役した。
刑期を終えて出所後の1999年4月の埼玉県議会議員選挙に自民党員でありながら無所属で再び出馬。最下位当選で再選を果たした。
2003年4月の埼玉県議会議員選挙に無所属で出馬し（この選挙から選挙区は「東8区」）、7回目の当選を果たした。
その後、佐久間は所属会派を「いきいき埼玉の会」に移り、2007年4月の埼玉県議会議員選挙に同会派から出馬し、8回目の当選を果たした。その後、自民党に復党した。
2011年4月の埼玉県議会議員選挙では自民党公認で出馬し、9回目の当選を果たした。
2015年4月12日実施の埼玉県議会議員選挙に無所属で出馬したが（東7区）、落選した。
落選後は「元埼玉県議会議員」の肩書きで2019年に実施された埼玉県知事選挙において大野元裕の応援演説を行っている。

## 人物
歴代首相と懇意で経世会にも近かった。佐久間自身も「ポスト畑」に意欲を示しており、既に自民党経世会と社会党との間では、畑を引退させ佐久間を後継者とすることで話がついていたといわれている。
しかし、1993年5月、1989年と1992年の県議会議長選挙をめぐる汚職事件が発覚し、議長となった宇津木清蔵・玉田共瑞両県議（両者とも自民党）に現金を要求した佐久間が収賄容疑で、宇津木・玉田が贈賄容疑で逮捕されるという事態となった。佐久間は自民党県議団を離団し、自民党県議はすべて土屋支持に回った。
失脚するかに見えた佐久間であったが、1995年4月の統一地方選挙埼玉県議会議員選挙に控訴中ながら立候補。
一方土屋は元大正製薬販売部長で現職の春日部市議会議長だった清水寿郎（保守系無所属）を擁立し、佐久間を県議会から排除しようと図った。中傷や怪文書なども飛び交う激しい選挙戦の結果、両者とも当選した。
1996年7月、佐久間の上告が棄却され、受託収賄罪で懲役1年2月・追徴金300万円の実刑が確定。佐久間は県議を辞職し、服役（自民党離党はせず党籍は維持）。県議会を舞台にした隠微な政争は終局に向かった。
出所した佐久間は1999年4月の統一地方選挙埼玉県議会議員選挙に自民党員ながら非公認非推薦で再び出馬。僅差ながら当選し、復権を果たした。一方、自民党公認で立候補した清水は次点で落選した。これを受け、佐久間に近しい野本陽一元県議会議長（佐久間と同期当選）らが早速「自民党員が当選した以上自民党県議団に迎えるべき」と佐久間の党県議団復団を提案した。しかし、土屋直系だった清水が議席を守れなかったため知事の土屋は機嫌を悪くしており、また佐久間が知事与党会派である自民党県議団に復帰すれば新たな火種となる恐れがあることから、党内でも「時期尚早」と反対する声が多く、この時は復帰できなかった。以後佐久間は自民党員でありながら無所属で活動（自民党員であるため個々の議決は自民党県議団と行動を共にしており、事実上知事与党議員であった）し、党活動は制限されたものの、佐久間と親しい県議も党内外に複数おり、県議会では隠然たる影響力を有した。県議会で土屋と佐久間が表立って対立することはなくなったが、土屋辞任まで友好的な関係になることはなかった。2001年12月の春日部市長選挙では土屋義彦・品子親子が支持する現職の三枝安茂に対し、佐久間は対立候補を支援。土屋対佐久間の代理戦争と評された。結果は土屋が支援した現職の三枝が6選を果たした。
2003年4月の統一地方選挙埼玉県議会議員選挙では佐久間（無所属・自民党籍・非公認非推薦）・清水（自民党公認）ともに当選。再び対立が表面化する様相となった。しかし、同年7月にダスキン不正支出事件により、土屋の政治資金管理団体をめぐる問題で土屋の長女市川桃子が逮捕され、土屋が県知事を辞職し政界を引退した。捜査機関から知事公舎を家宅捜索され、土屋本人は起訴猶予、長女の桃子には有罪が確定した。県政における両者の政争は完全に終わったが、佐久間は自民党員でありながら、同年の総選挙では自身が所属する支部の支部長である土屋品子（桃子の妹）を支援しないなど、その後も対立が尾を引いた。
土屋辞職後の知事選挙で佐久間は民主党出身で保守色の強い上田清司を支援し、その当選を歓迎した。野党会派となった自民党県議団を上田知事に引き合わせ与党会派化するなど、再び影響力を増しているといわれた。2007年4月の統一地方選挙埼玉県議会議員選挙で9選を果たした佐久間は自民党県議団に復帰した。一方清水は落選したが、土屋の死の直後の2008年11月に行われた県議補欠選挙に立候補。品子らの支援を受け3選を果たした。しかし、この出馬の際清水は自民党を離党、自民党の推薦も受けず、政治団体「かすかべ元気塾」として活動。清水は当選後の県議会では無所属で活動した。